# 丹尼丝·柯里
丹尼丝·柯里（英語：Denise Curry，1959年8月22日—），美国前女子篮球运动员。她曾获得1984年夏季奥运会女子篮球比赛金牌。她也参加了1979年泛美运动会、1979年女子篮球世锦赛、1983年泛美运动会、1983年女子篮球世锦赛等比赛。